# TT177
La tombe thébaine TT 177 est située à El-Khokha, dans la nécropole thébaine, sur la rive ouest du Nil, face à Louxor en Égypte. C'est la sépulture d'Amenemopet, scribe de la vérité du domaine d'Amon dans le Ramesséum.

## Amenemopet
Amenemopet, vivant sous le règne de Ramsès II, est le fils d'un homme nommé Nebkhed, qui est scribe du sceau divin de la succession d'Amon.
Kitchen traduit les titres d'Amenemopet comme prêtre-lecteur d'Amon et scribe dans le temple de Ousermaâtrê-Setepenrê, dans le domaine d'Amon. Le père d'Amenemopet, Nebqed, est considéré comme un scribe du dieu du domaine d'Amon.

## Description de la tombe
La tombe contient une salle décorée.